# Humbang Hasundutan

Het onderdistrictskantoor te Doloksanggoel tussen 1936 en 1939

Humbang Hasundutan is een regentschap (kabupaten) in de Indonesische provincie Noord-Sumatra op Sumatra met als hoofdstad Dolok Sanggul.
Humbang Hasundutan ligt in de centrum van de provincie Noord-Sumatra met een oppervlakte van ongeveer 251.765,93 hectare, waarvan een landoppervlak 250.271,02 hectare en nog een gebied 1.494,91 hectare van het Tobameer. De hoogte varieert tussen 330 – 2.075 meter boven zeeniveau. De bevolking is van 171.687 inwoners in 2010 gegroeid naar 197.751 inwoners in 2020.
Het regentschap wordt in het oosten begrensd door het regentschap Noord Tapanuli (Tapanuli Utara), in het zuiden door Centraal Tapanuli (Tapanuli Tengah) en in het noorden wordt Humbang Hasundutan begrensd door de regentschappen Pakpak Bharat en Samosir.

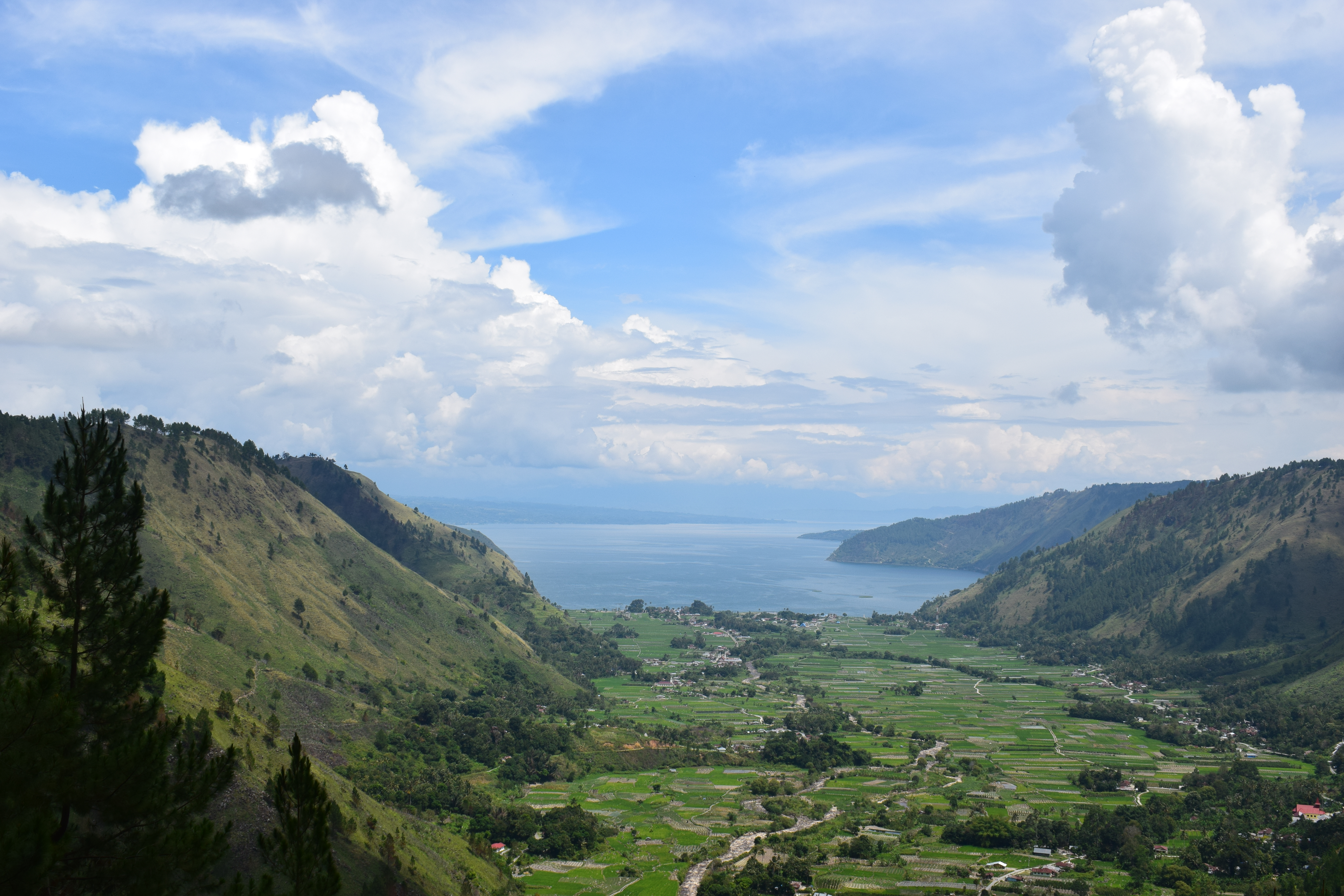
De Bakara-vallei in de Toba-hooglanden, het gebied is omgeven door heuvels en het Tobameer. Hier in de regio Humbah Hasundutan - Noord-Sumatra.

## Onderdistricten
Bij de volkstelling van 2010 werd het regentschap verdeeld in tien onderdistricten (de kecamatan). In deze onderdistricten liggen 154 plaatsen die een administratieve eenheid zijn, 1 met een stedelijke karakter (kelurahan) en 153 met een landelijke karakter (desa's)
| Naam           | Opper vlakte in km2 | Inwoners Volks telling 2010 | Inwoners Volks telling 2020 | Administratief centrum  | Aantal plaatsen Kelurahan /desa's | Post code |
| -------------- | ------------------- | --------------------------- | --------------------------- | ----------------------- | --------------------------------- | --------- |
| Pakkat         | 381,68              | 22.209                      | 24.118                      | Pakkat Hauagong         | 22                                | 22455     |
| Onan Ganjang   | 222,56              | 8.835                       | 11.152                      | Onan Ganjang            | 12                                | 22454     |
| Sijamalopang   | 140,18              | 5.112                       | 6.145                       | Bonan Dolok             | 10                                | 22459     |
| Doloksanggul   | 209,30              | 43.197                      | 51.087                      | Pasar Doloksanggul      | 28                                | 22457     |
| Lintong Nihuta | 181,26              | 29.066                      | 33.412                      | Sibuntuon Parpea        | 22                                | 22475     |
| Paranginan     | 47,78               | 12.487                      | 14.815                      | Sihonongan              | 11                                | 22477     |
| Baktiraja      | 22,32               | 6.824                       | 7.580                       | Marbun Toruan           | 7                                 | 22457     |
| Pollung        | 327,36              | 17.615                      | 21.415                      | Hutapaung               | 13                                | 22457     |
| Parlilitan     | 727,75              | 17.316                      | 19.887                      | Sihotang Hasugian Tonga | 20                                | 22456     |
| Tarabintang    | 242,52              | 7.169                       | 8.140                       | Tarabintang             | 9                                 | 22451     |
| Totalen        | 2.502,71            | 171.687                     | 197.751                     | Doloksanggul            | 154                               |           |

## Topografische kaarten
- 1885 Noord Sumatra, 1883-1885 Gouvernement Atjeh en Onderhoorigheeden, Noordelijke gedeelten van de Res.n Tapanoeli en Sumatra's Oostkust, en de onafhankelijke Batak Landen
- 1915 Schetskaart van het noordelijk gedeelte der residentie Tapanoeli  1915
- 1919 Atlas sekolah Hindia Nederland 1919
- 1943 Pangoeroeran Sheet 15 (4.7MB) U.S. Army Map Service, Series T511,  1943 1:250.000
- 1954 Indonesia, regio Tapanoeli, U.S. Army Map Service, Series T503 1954 1:250.000
- 1999 Administratieve afdelingen van Noord Sumatera (Sumatera Utara) in 1999
- 2007 Administratieve afdelingen van Noord Sumatera (Sumatera Utara) in 2007

Stadsgemeenten: Binjai · Gunung Sitoli · Medan · Pematang Siantar · Tanjung Balai · Tebing Tinggi · Padang Sidempuan · Sibolga

Regentschappen: Asahan · Batu Bara · Dairi · Deli Serdang · Humbang Hasundutan · Karo · Labuhan Batu · Labuhanbatu Selatan · Labuhanbatu Utara · Langkat · Mandailing Natal · Nias · Nias Barat · Nias Selatan · Nias Utara · Padang Lawas · Padang Lawas Utara · Pakpak Bharat · Samosir · Serdang Bedagai · Simalungun · Tapanuli Selatan · Tapanuli Tengah · Tapanuli Utara · Toba Samosir